# Acoma rossi
Acoma rossi är en skalbaggsart som beskrevs av Saylor 1948. Acoma rossi ingår i släktet Acoma och familjen Pleocomidae. Inga underarter finns listade i Catalogue of Life.